# Erythrocles microceps
Erythrocles microceps là một loài cá biển thuộc chi Erythrocles trong họ Cá đỏ môi. Loài này được mô tả lần đầu tiên vào năm 1998.

## Từ nguyên
Từ định danh microceps được ghép bởi hai âm tiết trong tiếng Latinh: micro ("nhỏ") và ceps ("đầu"), hàm ý đề cập đến phần đầu của loài cá này nhỏ hơn so với loài Erythrocles acarina.

## Phân bố
E. microceps ban đầu chỉ được biết đến ở vịnh Tosa (tỉnh Kōchi, Nhật Bản) và dọc theo dãy núi ngầm Kyushu-Palau, sau đó mới được ghi nhận thêm ở Việt Nam.
E. microceps được thu thập ở độ sâu khoảng 120 m.

## Mô tả
Chiều dài cơ thể (tiêu chuẩn) lớn nhất được ghi nhận ở E. microceps là 15,7 cm.